# Katrine Jensenius
 Der er for få eller ingen kildehenvisninger i denne artikel, hvilket er et problem. Du kan hjælpe ved at angive troværdige kilder til de påstande, som fremføres i artiklen.

Katrine Jensenius (7. december 1947) er en dansk skuespiller.
Hun er barnebarn af den humoristiske tegner Herluf Jensenius. Katrine Jensenius medvirkede i slutningen af 1960'erne i alternative teatergrupper som Secret Service og Boom In. Hun er autodidakt . I 1977 var hun medstifter af Natholdet og dannede par med Anne Marie Helger i Coma Sisters, der optrådte i Kim Larsens og Erik Clausens omrejsende Cirkus Himmelblå.
Hun har haft roller hos Jytte Abildstrøm i Riddersalen. På TV spillede hun Nanas mor i serien "Nana"og var 2000-01 med i serien "Hotellet". I mange år har hun dannet par med rockmusikeren fra Gasolin', Wili Jønsson.

I 2003 spillede hun med i TV2s julekalender "Jesus og Josefine".

## Film
- Ang.: Lone (1970)
- Desertøren (1971)
- Narko - en film om kærlighed (1971)
- Et døgn med Ilse (1971)
- Prins Piwi (1974)
- Felix (1982)
- Rocking Silver (1983)
- Camping (1990)
- Grev Axel (2001)
- Inkasso (2004)
- Den Rette Ånd (2005)